# Peltro
Il peltro è una lega composta principalmente di stagno (min. 90%), con l'aggiunta di altri metalli (rame, bismuto e antimonio). Anticamente, secondo la qualità e l'uso previsto, poteva contenere fino al 15% di piombo. Oggi il piombo è stato bandito per la tossicità. È impiegato per creare oggetti artistici, monili, trofei, vassoi, piatti, sottocoppe e altro ancora. Il peltro è un materiale antico che si produceva colando una lega di stagno in forme di ferro o di ottone incise, e lavorandola successivamente con la tecnica della corrosione e della martellatura per ottenerne le forme della tradizione artigiana. Oggi viene lavorato a caldo in stampi di ghisa, terra o gomma siliconica e poi rifinito a mano artigianalmente, oppure stampato in lastre e lavorato al tornio, ma sempre utilizzando tecniche prettamente artigiane. Talvolta questo materiale viene ancora utilizzato per la fabbricazione delle canne d'organo.

## Storia del peltro
Lo stagno, principale componente della lega di peltro, è utilizzato in Europa da almeno quattro millenni. In Europa veniva spesso utilizzato unito al rame per la produzione del bronzo ed era utilizzato in preferenza come metallo di lega. Lo stagno ha ottenuto il favore di molte popolazioni fin da tempi antichi grazie alle sue caratteristiche tecniche: la resistenza agli agenti chimici e atmosferici, il punto di fusione relativamente basso (232 °C), la facilità a formare leghe, la duttilità e il colore brillante.
Con il Medioevo si ha il vero punto di svolta nella storia del peltro grazie alla nascita delle corporazioni delle arti e dei mestieri. In molte città della Germania e in altri Paesi europei nascono comunità artigiane di fonditori di stagno e nel 1285 si ha la prima menzione ufficiale dei fonditori di Norimberga. In questo periodo l'arte del fonditore guadagna stima e considerazione. In Italia, le storie del peltro e di Venezia si fusero nel XII secolo, lo testimoniano statuti e ordinamenti che disciplinano i rapporti tra i singoli produttori raccogliendoli nella corporazione dei peltrai, sicuramente una delle più importanti in Europa.
Ai nostri giorni lo stagno, troppo tenero per essere lavorato da solo, viene temperato per lo più con piccole quantità di rame e antimonio dando così origine al peltro che oggi troviamo in commercio.

## Processo di produzione
La massa dello stagno con le sue doti di malleabilità e di agevole fusione, per acquistare forza deve legarsi a quantità modeste di altri metalli. Le normative recenti limitano o vietano l'utilizzo di alcuni metalli nelle leghe impiegate nella realizzazione di stoviglie o vasellame vario.
La lega di peltro è formata inserendo i lingotti di metallo nel crogiolo alla temperatura di circa 300 °C. Il metallo fuso viene raccolto dal crogiolo con un mestolo e versato nello stampo in movimento, montato su di una macchina centrifuga. La forza centrifuga aiuta il metallo liquido a occupare tutti gli spazi dello stampo. Una volta solidificatosi, l'oggetto viene manualmente estratto dallo stampo e successivamente ripulito da eventuali sbavature di fusione con un processo di smerigliatura. Se un oggetto, come spesso accade, è composto da più pezzi, è necessario che ogni singolo pezzo venga assemblato tramite la saldatura.
Infine, l'oggetto viene inserito nelle macchine dedicate alla burattatura che levigano la superficie rendendola più liscia e meno opaca. Il pezzo viene poi controllato e raddrizzato dalle eventuali ammaccature utilizzando appositi martelletti.

## Cura e manutenzione
Il peltro, a differenza di altri materiali, non si ossida e tende a rimanere inalterato nel tempo senza bisogno di particolare cura. È tuttavia possibile prendere alcuni accorgimenti per mantenerlo in perfetto stato. È sconsigliato l'uso di lavastoviglie e anche l'avvicinamento diretto a fonti di calore, visto il basso punto di fusione del materiale che lo compone. In caso di macchie è quindi possibile lavare il peltro con acqua e un normale detersivo per piatti.